# Ödön Pártos

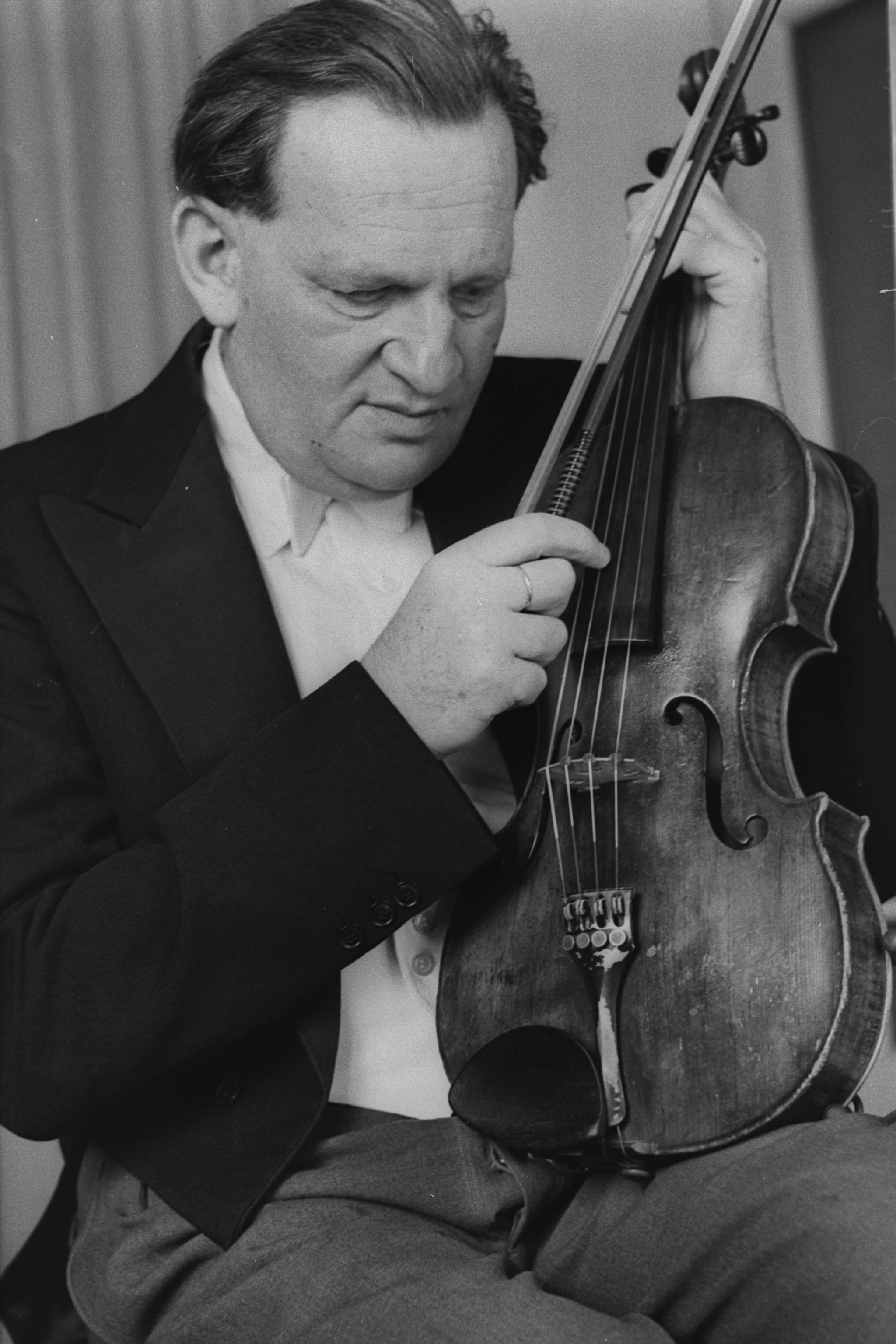
Ödön Pártos (1957)

Ödön Pártos (* 1. Oktober 1907 in Budapest, Österreich-Ungarn; † 6. Juli 1977 in Tel Aviv) war ein israelischer Komponist ungarischer Herkunft.

## Leben und Wirken
Pártos studierte in Budapest bei Jenő Hubay und Zoltán Kodály. Er war Konzertmeister in Luzern, von 1928 bis 1933 in Berlin und von 1935 bis 1937 in Baku. 1938 emigrierte er in das Völkerbundmandatsgebiet Palästina. Dort war er Solobratschist des Palästinensischen Symphonischen Orchesters, das nach der Unabhängigkeitserklärung des Staates Israel 1948 seinen Namen in Israel Philharmonic Orchestra änderte. 1951 wurde er Leiter des Israelischen Musikakademie, 1961 Professor an der Universität Tel Aviv.
Deutschland besuchte er am 15. Juni 1960 anlässlich des 34. Weltmusikfestes der Internationalen Gesellschaft für Neue Musik, das in diesem Jahr in Köln abgehalten wurde.
Er komponierte Sinfonische Sätze, eine sinfonische Elegie und eine sinfonische Fantasie, zahlreiche Instrumentalkonzerte, darunter zwei Bratschenkonzerte und ein Yehudi Menuhin gewidmetes Violinkonzert, eine Arabesque für Oboe und Kammerorchester, die von Heinz Holliger uraufgeführt wurde, Maquammat für Flöte und Streicher, eine Psalmvertonung, eine Fantasie über jemenitische Themen für Chor und Orchester, eine Kantate und Lieder. Pártos wurde 1952 mit dem Kunstpreis der UNESCO und 1954 mit dem Israel-Preis ausgezeichnet.